# Archidiecezja ryska (współczesna)
Archidiecezja Ryska (łac. Archidioecesis Rigensis) – archidiecezja obrządku łacińskiego obejmująca swoim zasięgiem północną część Łotwy. Dnia 22 września 1918 papież Benedykt XV odnowił diecezję, a w 1923 podniósł ją do rangi archidiecezji. 8 maja 1937 Pius XI podniósł ją do rangi metropolii kościelnej. Siedziba arcybiskupia znajduje się w przy archikatedrze św. Jakuba w Rydze.

## Historia
Pierwsze biskupstwo na terenie dzisiejszej Łotwy założono w 1185 w Üxküll. Podlegało ono zwierzchnictwu metropolii hamburskiej. W 1202 siedziba biskupstwa została przeniesiona do Rygi. Kilkadziesiąt lat później w wyniku rozwoju Kościoła katolickiego w Inflantach diecezję podniesiono do rangi arcybiskupstwa i metropolii, przydzielając jej jako sufraganie diecezje we wschodniej części basenu Morza Bałtyckiego. W 1540 archidiecezja została zniesiona wobec przejścia większości wiernych, w tym arcybiskupa Wilhelma Hohenzollerna na luteranizm.
We wrześniu 1918 papież Benedykt XV odnowił diecezję ryską. Na jej czele stanął biskup Edward O’Rourke, polski duchowny rzymskokatolicki, hrabia rosyjski, wcześniej wikariusz generalny diecezji mińskiej. Nominację otrzymał 29 września, na dwa miesiące przed ogłoszeniem niepodległości Łotwyj. W połowie grudnia przyjął sakrę biskupią w katedrze wileńskiej, gdyż na Łotwie nie było to wówczas możliwe z powodu okupacji kraju przez bolszewików. Konsekratorem był biskup wileński Jerzy Matulewicz. W połowie 1919 roku wyparto bolszewików z centralnej części Łotwy, więc biskup Edward O’Rourke mógł się udać do Rygi. 10 kwietnia 1920 roku został mianowany tytularnym biskupem Canea i delegatem apostolskim dla krajów bałtyckich. 22 sierpnia 1920 roku w Agłonie na nowego biskupa ryskiego został wyświęcony Łotysz, wcześniej kanonik kapituły mohylewskiej, Antonijs Springovičs.
W 1937 roku powołano dodatkową diecezję lipawską, obejmującą historyczną Kurlandię i Semigalię, istniejącą do dzisiaj. Na jej czele stanął biskup Antonijs Urbšs, zaś Ryga stała się wówczas metropolią.

## Biskupi
- Biskup diecezjalny: Ks. Abp Zbigniew Stankiewicz, metropolita ryski, od 2010
- Biskup pomocniczy, wikariusz generalny: Ks. Bp Andris Kravalis (od 2019)
- Arcybiskup senior: Ks. Kard. Jānis Pujats (prymas senior) (od 2010)